# Krisztina Medveczky
Krisztina Medveczky, po mężu Tóth (ur. 14 kwietnia 1958 w Budapeszcie) – węgierska gimnastyczka, medalistka igrzysk olimpijskich i mistrzostw świata.
Brała udział w dwóch igrzyskach (IO 72, IO 76), na pierwszych zdobyła brązowy medal w drużynie, cztery lata później była na czwartym miejscu. W wieloboju indywidualnym osiągnęła trzynaste miejsce (zarówno w Monachium jak i w Montrealu). Najwyższą indywidualną pozycję na igrzyskach wywalczyła w ćwiczeniach na równoważni w Monachium (dziewiąte miejsce). Była brązową medalistką mistrzostw świata w drużynie w 1974.
Po igrzyskach w Montrealu poznała swojego przyszłego męża zajmującego się chemią farmaceutyczną. Mają oni trzy córki:  Adrienn, Alexandrę i Bettinę.